# 犬山警察署
犬山警察署（いぬやまけいさつしょ）は、愛知県警察が管轄する警察署の一つである。

## 所在地
- 愛知県犬山市松本町2-1

## 管轄区域
- 犬山市
- 丹羽郡扶桑町

## 沿革
- 1948年：旧警察法制定により、愛知県警察部犬山警察署を廃止。自治体警察として犬山町警察が発足。周辺町村は国家地方警察の丹羽地区警察署の管轄になる。
- 1951年：犬山町警察を廃止。国家地方警察丹羽地区警察署を分割して丹羽北地区警察署発足。
- 1954年7月：愛知県警察発足により、丹羽北地区警察署の一部を管轄区域として、愛知県犬山警察署が発足。

## 組織
- 警務課
  - 警務係
  - 住民サービス係
  - 留置管理係
- 会計課
  - 会計係
- 生活安全課
  - 生活安全係
  - 少年係
  - 保安係
- 地域課
  - 地域総務係
  - 地域(第一係～第三係)
- 刑事課
  - 刑事総務係
  - 強行係
  - 盗犯係
  - 知能暴力薬物係
- 交通課
  - 交通総務係
  - 指導取締係
  - 事故捜査係
- 警備課
  - 警備係

## 交番
（ ）の中は所在地

### 犬山市
- 犬山西部交番（犬山市上坂町3丁目1番地）
- 五郎丸交番（犬山市五郎丸東1丁目69番地2）
- 犬山南部交番（犬山市字追分79番地2）

### 扶桑町
- 柏森交番（丹羽郡扶桑町大字柏森字辻田738番地）

## 駐在所
（ ）の中は所在地

### 犬山市
- 富岡駐在所（犬山市大字富岡字南洞891番地4）
- 今井駐在所（犬山市大字今井字若宮1番地2）
- 池野駐在所（犬山市字杁下70番地9）

### 扶桑町
- 高雄駐在所（丹羽郡扶桑町大字高雄字北東川229番地）
- 山名駐在所（丹羽郡扶桑町大字南山名字野田浦61番地）

## 主な事件
- 扶桑妻子殺害事件 - 2022年（令和4年）8月8日

## 記録

### 交通死亡事故ゼロ
2023年（令和5年）2月4日、犬山警察署管内（犬山市、扶桑町）の交通死亡事故ゼロの日が2年となった。2月7日、扶桑町のショッピングモール「アクロスプラザ扶桑」で記念イベントが行われ、犬山警察署や地元の交通安全協会などからおよそ40人が出席し、2年間死亡事故がゼロだったことを祝った。1954年に犬山警察署ができて以来、初の快挙となる。熊澤秀泰署長は「交通事故をなくしたいという犬山市と扶桑町の皆様の願いと努力が実を結んだもの。痛ましい交通死亡事故を1日でも長く、さらには永久に発生させないよう願いを込めて、パトカーと白バイを見送ってもらえたら」と語り、イベントの最後には「3年連続死亡事故0」の達成を目指して、パトカーや白バイ隊員がパトロール活動へ出発した。
同年6月12日、男性一人が死亡する交通事故が発生し、2020年（令和2年）10月19日から続いていた交通死亡事故ゼロの記録は965日で途絶えた。犬山市内での死亡事故ゼロの日数は犬山署の開署以来、最長記録だった。扶桑町でも2021年（令和3年）2月3日の事故を最後に死亡ゼロが続いていたが、7月15日に自転車にトラックが追突する交通死亡事故があり、こちらの記録も途絶えた。両事故ともに国道41号での夜間の事故だったため、犬山署は7月27日夜、国道41号を走る車両に事故に注意するよう呼びかけた。